# Syzeuxis seminanis
Syzeuxis seminanis là một loài bướm đêm trong họ Geometridae.